# Ypy Zysling
Ypy Zysling (Sneek, 1960) is een Nederlands choreograaf en theaterregisseur.

## Loopbaan
Zysling groeide op in Sneek. Na haar opleiding docent drama en theater aan de kunstacademie was ze achtereenvolgens werkzaam als actrice, zangeres, choreograaf en televisie- en theaterregisseur. Begin jaren negentig was ze choreograaf van het televisieprogramma Kinderen voor Kinderen. Ook was ze in 1992 te zien in de aflevering "Laat geluk" van de dramaserie Recht voor z'n Raab. In 2007 deed ze mee aan de Friese rechtbanksoap Dankert & Dankert. Ze speelde hierbij de rol als Julia van Asperen. Hierna is ze zich gaan toeleggen als regisseur van verschillende theatermusicals. Ze werkte mee aan theatervoorstellingen als De Wylde Boerinne en De Frijtinker.
In 2019 verzorgde Zysling de regie van de theatervoorstelling Smokkelbern dat werd geschreven door Hans Brans ter ere van de 75-jarige bevrijding van Nederland. Deze voorstelling zou in 2020 in première gaan, maar werd afgelast vanwege de coronapandemie in datzelfde jaar.
In 2018 ontving Zysling de gouden speld IJlst 750 voor haar hele oeuvre.

## Tv-programma's
- (1990) Kinderen voor Kinderen 11
- (1991) Kinderen voor Kinderen 12
- (1992) Kinderen voor Kinderen 13
- (1992) Recht voor z'n Raab
- (1993) Kinderen voor Kinderen 14
- (2007) Dankert & Dankert